# Knežja Lipa
Knežja Lipa je naselje v občini Kočevje.